# Малтийски дворец
Малтийски дворец (Магистрален дворец, на италиански: Palazzo Magistrale, Palazzo di Malta, Palazzo dell’Ordine di Malta) – дворец и столица на Суверения Малтийски орден. Намира се под юрисдикцията едновременно на Суверения Малтийски орден и Италия, което го прави екстериториална зона. Намира се на улица Виа Кондоти, № 68. Признат е от 104 държави като столица на независимо териториално образувание.
В Малтйския дворец се намира резиденцията на Великия магистър на Малтийския орден. Там се провеждат и заседанията на правителството.

## История
Антонио Босио, известният италиански археолог, чийто баща е представител на Малтийския орден към Светия престол, закупува сградата на тогавашната Виа Тринитатис, които стават Палацо Малта, а когато той умира през 1629, завещава сградата на Малтийския орден. Когато през 1798 година войските на Наполеон Бонапарт превземат Малта, Ордена практически остава без територия. През 1800 г. дворецът е предаден за ползване на хоспиталиерите и оттогава той е в тяхна територия. До 1834 година сградата е използвана като резиденция на посланика на Ордена на Светия престол. От 1889 – 1896 г. сградата е обновена и преконструирана, като оригиналните части на фасадата са запазени в по-голямата си част.